# Schizopygopsis stoliczkai
Schizopygopsis stolickai  je azijska ciprinidna slatkovodna riba koja živi u visoravnima Afganistana, jugozapadne Kine, Irana, sjeverne Indije, Kirgistana, Pakistana i Tadžikistana. Mlade jedinke i male odrasle jedinke žive u plitkim potocima i bazenima, dok velike odrasle jedinke nastanjuju glavnu rijeku i jezera. Naraste do 34 cm (13 in) u ukupnoj duljini.

## Etimologija
Riba je dobila ime u čast paleontologa Ferdinanda Stoliczke (1838. – 1874.), koji je sakupio tipični primjerak.